# Тонус
То́нус (греч. τόνος — «напряжение») — состояние длительного стойкого возбуждения нервных центров и мышечной ткани, не сопровождающегося утомлением.
Тонус определяется природными свойствами мышц и влиянием нервной системы. Благодаря тонусу обеспечиваются поддержание определённой позы и положения тела в пространстве, давление в полости пищеварительных органов, мочевого пузыря, матки, а также кровяного давления.